# Le Iene (programma televisivo)
Le Iene è un programma televisivo italiano di genere talk show, rotocalco e investigativo ideato da Davide Parenti, in onda su Italia 1 dal 22 settembre 1997. Inizialmente trasmesso in day-time e in seguito spostato in seconda serata (con la quale ha condiviso la prima serata dalla quarta all'ottava edizione), dalla quarta edizione viene trasmesso in prima serata.

## Il programma
Il programma, curato e prodotto dalla testata giornalistica italiana Videonews in collaborazione con RTI, è nato da un'idea di Davide Parenti come versione italiana del programma televisivo argentino Caiga quien caiga, inizialmente era orientato verso una dimensione provocatrice, nel corso del tempo ha dato sempre più spazio a servizi di denuncia, spesso sfociati nell'inchiesta. Il programma, tuttavia, è diventato spesso oggetto di controversie per il modo sensazionalistico con cui vengono realizzati molti servizi.
L'obiettivo del programma sono gli inviati, le cosiddette iene, che solitamente realizzano autonomamente i propri reportage per proporli a Davide Parenti, autore e coordinatore dell'intero programma. Nel corso delle stagioni, molte iene hanno poi proseguito la loro carriera televisiva diventando conduttori o personaggi di successo, come è successo per Teo Mammucari, il Trio Medusa, Maccio Capatonda, Fabio Canino e Nadia Toffa. Anche i conduttori del programma, che solitamente non realizzano servizi ma si limitano a lanciarli durante il programma, vengono definiti "iene". Alcune Iene sono iscritte all'albo dei giornalisti.

### Contenuti
Il programma è incentrato quasi esclusivamente sui servizi realizzati con la tecnica del reportage dagli inviati, definiti iene. I servizi sono introdotti brevemente dai conduttori attraverso dei brevi sketch. Nelle prime edizioni dello show e fino a metà anni duemila, i conduttori erano seduti dietro una scrivania; in seguito è stata adottata una scenografia completamente bianca nella quale i conduttori, liberi di muoversi e ballare nello studio, conducono in piedi.
Inizialmente orientato verso una dimensione più scanzonata e provocatrice, tanto da essere spostato dalla fascia del day-time alla seconda serata esclusa dalla fascia protetta, nel corso del tempo ha dato sempre più spazio a servizi di denuncia, che spesso sfociano nell'inchiesta.
Tra le rubriche più rappresentative del programma spicca l'intervista doppia, formato poi sfruttato anche in diverse altre trasmissioni, che prevede un faccia a faccia tra due personaggi famosi sottoposti alle stesse domande, spesso provocatorie e scabrose o comunque decisamente fuori dai comuni schemi di intervista televisiva. Si ricordano anche gli stralunati interventi di Enrico Lucci nei party mondani, le interviste di cultura generale ai politici di Sabrina Nobile all'uscita di Montecitorio e le lezioni di inglese poco convenzionali di Mr. Brown, personaggio interpretato da Andrea Pellizzari.

### Studi televisivi
| Studio televisivo                                              | Edizione | Edizione | Edizione | Edizione | Edizione | Edizione | Edizione | Edizione | Edizione | Edizione | Edizione | Edizione | Edizione | Edizione | Edizione | Edizione | Edizione | Edizione | Edizione | Edizione | Edizione | Edizione | Edizione | Edizione | Edizione | Edizione | Edizione | Edizione | Totale |
| Studio televisivo                                              | 1ª       | 2ª       | 3ª       | 4ª       | 5ª       | 6ª       | 7ª       | 8ª       | 9ª       | 10ª      | 11ª      | 12ª      | 13ª      | 14ª      | 15ª      | 16ª      | 17ª      | 18ª      | 19ª      | 20ª      | 21ª      | 22ª      | 23ª      | 24ª      | 25ª      | 26ª      | 27ª      | 28ª      | Totale |
| -------------------------------------------------------------- | -------- | -------- | -------- | -------- | -------- | -------- | -------- | -------- | -------- | -------- | -------- | -------- | -------- | -------- | -------- | -------- | -------- | -------- | -------- | -------- | -------- | -------- | -------- | -------- | -------- | -------- | -------- | -------- | ------ |
| Studio 10 del Centro di produzione Mediaset di Cologno Monzese |          |          |          |          |          |          |          |          |          |          |          |          |          |          |          |          |          |          |          |          |          |          |          |          |          |          |          |          | 7      |
| Studio 14 del Centro di produzione Mediaset di Cologno Monzese |          |          |          |          |          |          |          |          |          |          |          |          |          |          |          |          |          |          |          |          |          |          |          |          |          |          |          |          | 8      |
| Studio 20 del Centro di produzione Mediaset di Cologno Monzese |          |          |          |          |          |          |          |          |          |          |          |          |          |          |          |          |          |          |          |          |          |          |          |          |          |          |          |          | 8      |
| Studio 4 del Centro di produzione Mediaset di Cologno Monzese  |          |          |          |          |          |          |          |          |          |          |          |          |          |          |          |          |          |          |          |          |          |          |          |          |          |          |          |          | 4      |
| Studio 6 del Centro di produzione Mediaset di Cologno Monzese  |          |          |          |          |          |          |          |          |          |          |          |          |          |          |          |          |          |          |          |          |          |          |          |          |          |          |          |          | 3      |

## Storia del programma
La prima edizione de Le Iene andò in onda nel 1997 con la conduzione di Simona Ventura, Dario Cassini e Peppe Quintale (tra le iene, così vengono definiti gli inviati del programma, figurava Teo Mammucari, che si diverte a prendere in giro i VIP di turno con la cosiddetta supercazzola). Il programma nasce come appuntamento quotidiano nel pomeriggio. L'anno successivo, nel 1998, il programma andò in onda settimanalmente il giovedì in seconda serata, sempre con la conduzione di Simona Ventura, affiancata stavolta da Fabio Volo e Andrea Pellizzari in sostituzione di Cassini e Quintale (che rimangono comunque tra gli inviati del programma).
Con il passaggio di Simona Ventura alla Rai nel 2001 la nuova conduttrice fu Alessia Marcuzzi, con Luca e Paolo. La sigla del programma fu la canzone Supereroi dei Meganoidi, estratta dall'album Into the Darkness, Into the Moda. Il programma, dato il successo, è sbarcato anche in prima serata con il titolo Le Iene Show, con la collaborazione prima di Claudio Bisio e poi di Enrico Bertolino. In questi anni il format si assestò nella prima serata della domenica in accoppiata con Mai dire domenica, fino a sfociare in una fusione dei due format, intitolata Mai dire Iene e condotta dalla Gialappa's Band con il Mago Forest e Alessia Marcuzzi.
Dati vari impegni (Carabinieri e Scherzi a parte), Alessia Marcuzzi venne sostituita nella versione in prima serata da varie showgirl o da Luciana Littizzetto, abbandonò definitivamente il programma dopo che venne scelta come nuova conduttrice del Grande Fratello e al suo posto venne scelta la Miss Italia Cristina Chiabotto, ancora una volta con Luca e Paolo.
Dopo l'addio di Cristina Chiabotto nel 2007, impegnata nella conduzione di Scherzi a parte, la nuova conduttrice fu Ilary Blasi, ancora una volta con Luca e Paolo. Nell'autunno 2008, al fianco della Blasi arrivò Fabio De Luigi con la presenza di alcune Iene per una notte, come Pierfrancesco Favino o Marco Simoncelli e con il ritorno di Luca e Paolo per la stagione inverno-primavera 2009. Nel settembre 2011, Luca e Paolo hanno lasciato definitivamente la conduzione del programma venendo sostituiti da Enrico Brignano e Luca Argentero, sostituito da gennaio 2012 da Alessandro Gassmann e, dal 15 marzo 2012, da Claudio Amendola. La puntata dell'8 marzo 2012 venne condotta da Pippo Baudo.
Da gennaio 2013 la conduzione venne affidata a Ilary Blasi, Teo Mammucari e alla Gialappa's Band, affiancati nel 2015 dalle Iene per una notte Fedez e Marco Mengoni. Dopo un autunno caratterizzato dall'abbandono della Gialappa's, sostituiti dal Trio Medusa, tutti questi conduttori lasciarono l'incarico nel dicembre 2015.
Da gennaio 2016 andò in onda con due puntate in prima serata, prima la domenica e il martedì, poi la domenica e il giovedì, condotte da Geppi Cucciari rispettivamente insieme a Fabio Volo e Miriam Leone nella puntata della domenica e a Nadia Toffa e Pif nella puntata del martedì, successivamente spostata al giovedì. La puntata del 28 febbraio 2016 venne aperta invece dalla formazione storica del programma, composta dalla Ventura, Volo e Pellizzari.
Da ottobre 2016, tornò Ilary Blasi, questa volta con Frank Matano e Giampaolo Morelli alla domenica. Nella puntata infrasettimanale del martedì, la conduzione viene affidata a Nadia Toffa con Matteo Viviani, Andrea Agresti, Paolo Calabresi e Giulio Golia. In seguito, dalla puntata del 16 ottobre 2016, venne invertita la conduzione delle puntate: la Blasi, Matano e Morelli passarono al martedì, mentre la Toffa, Viviani, Calabresi, Golia e Agresti approdarono alla domenica.
Nella stagione invernale, la puntata del martedì venne spostata al mercoledì ed inoltre vide un cambio di conduzione: Matano e Morelli lasciarono il programma e al loro posto tornò Teo Mammucari, anche stavolta con Ilary Blasi.
Dal 1º ottobre al 19 dicembre 2017, il programma tornò con la conduzione della riconfermata Nadia Toffa, affiancata dal new-entry Nicola Savino, che in passato aveva già fatto parte del cast del programma, e da Matteo Viviani e Giulio Golia, che si alternavano ogni settimana (mentre Paolo Calabresi ed Andrea Agresti tornarono a fare gli inviati) alla domenica; la puntata del martedì era stata condotta dalla consolidata coppia formata da Ilary Blasi e Teo Mammucari con il ritorno della Gialappa's Band. Le ultime tre puntate domenicali (del 3, del 10 e del 17 dicembre) erano state condotte dal trio Savino-Viviani-Golia, in sostituzione di Nadia Toffa, che lasciò temporaneamente la conduzione del programma per problemi di salute.
Dal 14 febbraio al 23 maggio 2018 l'appuntamento del martedì era stato posticipato al mercoledì mantenendo invariati i conduttori, mentre l'appuntamento domenicale vide il ritorno di Nadia Toffa alla conduzione del programma dopo che lei era stata assente per le ultime puntate domenicali della stagione autunnale 2017 causa problemi di salute, inoltre sono stati riconfermati Nicola Savino, Matteo Viviani e Giulio Golia (questi ultimi due si alternano ogni settimana). Nella puntata dell'11 marzo, Andrea Agresti tornò a condurre il programma insieme a Nadia Toffa e Nicola Savino. Successivamente, dal 26 aprile al 10 maggio la puntata del mercoledì passò al giovedì mantenendo ancora invariati i conduttori, mentre dal 16 al 23 maggio l'appuntamento del giovedì tornò nuovamente al mercoledì.
Nella stagione 2018-2019 dopo che Ilary Blasi e Teo Mammucari hanno lasciato il programma, la conduzione era passata ad Alessia Marcuzzi (che tornò nel programma dopo dodici anni), Nicola Savino e la riconferma della Gialappa's Band nella puntata del mercoledì, poi spostata al martedì, mentre la puntata domenicale vide invece alla conduzione Nadia Toffa e Matteo Viviani, con Giulio Golia e Filippo Roma (questi ultimi si alternavano alla conduzione ogni settimana).
La stagione 2019-2020, a seguito della morte di Nadia Toffa, ha visto alla conduzione per la puntata del martedì ancora Alessia Marcuzzi, Nicola Savino e la Gialappa's Band, mentre la puntata del giovedì (poi spostata alla domenica) ha visto alla conduzione, alternativamente ogni settimana, due trii, uno tutto al femminile, ossia Nina Palmieri, Roberta Rei e Veronica Ruggeri, ed uno tutto al maschile, ovvero Matteo Viviani, Giulio Golia e Filippo Roma. Il programma era stato sospeso a causa del COVID-19 e ripreso dal 21 aprile al 23 giugno 2020 solo il martedì vedendo alternarsi i due trii. Dal 25 febbraio al 23 giugno 2020 il programma è andato in onda senza pubblico in studio a causa della pandemia di COVID-19.
Nella stagione 2020-2021 alla conduzione sono stati ancora riconfermati, il martedì, Nicola Savino e Alessia Marcuzzi, mentre la puntata del giovedì ha visto alla conduzione, ogni settimana due trii, uno tutto al femminile e uno tutto al maschile. In questa stagione, il programma è andato in onda senza pubblico in studio a causa delle misure del contenimento della pandemia del COVID-19.
Nella stagione 2021-2022 dopo l'abbandono di Alessia Marcuzzi la conduzione passò a Nicola Savino e alla Gialappa's Band affiancati, a rotazione, da: Elodie, Paola Egonu, Lodovica Comello, Elisabetta Canalis, Rocío Muñoz Morales, Madame, Elena Santarelli, Francesca Fagnani, Federica Pellegrini, Iva Zanicchi e Michela Giraud.
La prima parte di questa edizione è terminata il 21 dicembre 2021, al termine della quale sia Nicola Savino che la Gialappa's Band hanno lasciato il programma dopo quasi quattro anni, per poi riprendere il 9 febbraio 2022 con la conduzione di Belén Rodríguez e Teo Mammucari e la partecipazione di Max Angioni e Eleazaro Rossi nell'unica puntata del mercoledì. In questa parte di edizione non vi è l'alternanza dei due terzetti (Golia-Viviani-Roma, Palmieri-Ruggeri-Rei). Novità di questa seconda parte dell'edizione, oltre alla conduzione, fu il rinnovamento scenografico.
Nella ventiseiesima edizione (2022-2023), in onda dal 4 ottobre al 13 dicembre 2022 e dopo le festività natalizie dal 10 gennaio al 23 maggio 2023, alla conduzione sono stati riconfermati Belén Rodríguez e Teo Mammucari con la partecipazione di Max Angioni, Eleazaro Rossi e Nathan Kiboba. Dalla puntata del 24 gennaio 2023 Mammucari ha lasciato il programma per altri progetti con Mediaset. Nella stessa edizione per ogni domenica dal 30 ottobre al 4 dicembre e nuovamente dal 12 marzo al 7 maggio 2023 andò in onda Le Iene presentano: Inside, spin-off che analizza in ogni puntata determinati casi della storia italiana. In occasione della settimana del Festival di Sanremo 2023 il programma raddoppiò, andando in onda anche di venerdì. Nella puntata del 14 marzo 2023 Belén era stata sostituita alla conduzione da Claudio Santamaria, a causa di un'indisposizione.
Il 5 luglio 2023 fu annunciato che per la ventisettesima edizione (2023-2024), in onda ogni martedì dal 3 ottobre al 19 dicembre 2023 (ad eccezione della settima puntata del 17 novembre, trasmessa di venerdì) e dopo le festività natalizie dal 9 gennaio al 4 giugno 2024, la conduzione è stata affidata a Veronica Gentili (subentrata a Belén Rodríguez) e a Max Angioni con la partecipazione di Eleazaro Rossi e Nathan Kiboba. Nella stessa edizione dal 9 novembre al 21 dicembre 2023 e dal 15 febbraio al 28 marzo 2024 è andato in onda lo spin-off Le Iene presentano: Inside. Dall'11 giugno 2024, dopo il termine dell'edizione, vanno in onda le repliche di quest'ultimo spin-off, mentre dal 13 giugno al 17 luglio dello stesso anno è andato in onda Le Iene presentano: Vite spericolate, spin-off dedicato al mondo della musica e incentrato su interviste ad artisti della scena musicale italiana realizzate dall'inviato del format originale Nicolò De Devitiis.
La ventottesima edizione (2024-2025), è andata in onda dal 29 settembre al 15 dicembre 2024 e dopo le festività natalizie dal 12 gennaio al 3 giugno 2025, nuovamente con la conduzione di Veronica Gentili (assente nelle prime due puntate del 29 settembre e del 6 ottobre 2024, a causa di seri problemi familiari causati dalla perdita del padre) e Max Angioni con la partecipazione di Eleazaro Rossi e Nathan Kiboba. Inizialmente in onda solo alla domenica fino al 26 gennaio 2025, dal 28 gennaio il programma, oltre alla domenica, è stato raddoppiato anche nella prima serata del martedì, il quale ha assunto il titolo de Le Iene Show dal 18 febbraio per il solo raddoppio del martedì. L'11 febbraio, in occasione della prima serata del 75º Festival di Sanremo, il programma ha assunto il titolo de Le Iene Top, in cui sono stati riproposti i migliori dieci servizi della stagione trascorsa. Il 18 febbraio il programma ha introdotto il contest Questa la so, un quiz in diretta fruibile direttamente da ogni spettatore con il proprio smartphone con premiazione in tempo reale. Il quiz, erogato tramite la piattaforma 45Ideas di IdeaSolutions, consente di partecipare all'estrazione di più premi per ciascuna puntata e contestualmente partecipare ad un'estrazione finale di 10000 € in gettoni d'oro.

## Cast

### Conduzione
Legenda:
     Solo per la prima metà dell'edizione
     Solo per la seconda metà dell'edizione
     Solo in alcune puntate della prima metà dell'edizione
     Solo in alcune puntate della seconda metà dell'edizione
     Edizione completa

| Conduzione           | Edizione | Edizione | Edizione | Edizione | Edizione | Edizione | Edizione | Edizione | Edizione | Edizione | Edizione | Edizione | Edizione | Edizione | Edizione | Edizione | Edizione | Edizione | Edizione | Edizione | Edizione | Edizione | Edizione | Edizione | Edizione | Edizione | Edizione | Edizione | Totale |
| Conduzione           | 1ª       | 2ª       | 3ª       | 4ª       | 5ª       | 6ª       | 7ª       | 8ª       | 9ª       | 10ª      | 11ª      | 12ª      | 13ª      | 14ª      | 15ª      | 16ª      | 17ª      | 18ª      | 19ª      | 20ª      | 21ª      | 22ª      | 23ª      | 24ª      | 25ª      | 26ª      | 27ª      | 28ª      | Totale |
| -------------------- | -------- | -------- | -------- | -------- | -------- | -------- | -------- | -------- | -------- | -------- | -------- | -------- | -------- | -------- | -------- | -------- | -------- | -------- | -------- | -------- | -------- | -------- | -------- | -------- | -------- | -------- | -------- | -------- | ------ |
| Ilary Blasi          |          |          |          |          |          |          |          |          |          |          |          |          |          |          |          |          |          |          |          |          |          |          |          |          |          |          |          |          | 13     |
| Luca e Paolo         |          |          |          |          |          |          |          |          |          |          |          |          |          |          |          |          |          |          |          |          |          |          |          |          |          |          |          |          | 10     |
| Gialappa's Band      |          |          |          |          |          |          |          |          |          |          |          |          |          |          |          |          |          |          |          |          |          |          |          |          |          |          |          |          | 9      |
| Alessia Marcuzzi     |          |          |          |          |          |          |          |          |          |          |          |          |          |          |          |          |          |          |          |          |          |          |          |          |          |          |          |          | 8      |
| Teo Mammucari        |          |          |          |          |          |          |          |          |          |          |          |          |          |          |          |          |          |          |          |          |          |          |          |          |          |          |          |          | 8      |
| Matteo Viviani       |          |          |          |          |          |          |          |          |          |          |          |          |          |          |          |          |          |          |          |          |          |          |          |          |          |          |          |          | 6      |
| Giulio Golia         |          |          |          |          |          |          |          |          |          |          |          |          |          |          |          |          |          |          |          |          |          |          |          |          |          |          |          |          | 6      |
| Simona Ventura       |          |          |          |          |          |          |          |          |          |          |          |          |          |          |          |          |          |          |          |          |          |          |          |          |          |          |          |          | 5      |
| Nicola Savino        |          |          |          |          |          |          |          |          |          |          |          |          |          |          |          |          |          |          |          |          |          |          |          |          |          |          |          |          | 5      |
| Fabio Volo           |          |          |          |          |          |          |          |          |          |          |          |          |          |          |          |          |          |          |          |          |          |          |          |          |          |          |          |          | 4      |
| Andrea Pellizzari    |          |          |          |          |          |          |          |          |          |          |          |          |          |          |          |          |          |          |          |          |          |          |          |          |          |          |          |          | 4      |
| Nadia Toffa          |          |          |          |          |          |          |          |          |          |          |          |          |          |          |          |          |          |          |          |          |          |          |          |          |          |          |          |          | 4      |
| Filippo Roma         |          |          |          |          |          |          |          |          |          |          |          |          |          |          |          |          |          |          |          |          |          |          |          |          |          |          |          |          | 4      |
| Nina Palmieri        |          |          |          |          |          |          |          |          |          |          |          |          |          |          |          |          |          |          |          |          |          |          |          |          |          |          |          |          | 4      |
| Veronica Ruggeri     |          |          |          |          |          |          |          |          |          |          |          |          |          |          |          |          |          |          |          |          |          |          |          |          |          |          |          |          | 4      |
| Roberta Rei          |          |          |          |          |          |          |          |          |          |          |          |          |          |          |          |          |          |          |          |          |          |          |          |          |          |          |          |          | 4      |
| Max Angioni          |          |          |          |          |          |          |          |          |          |          |          |          |          |          |          |          |          |          |          |          |          |          |          |          |          |          |          |          | 4      |
| Eleazaro Rossi       |          |          |          |          |          |          |          |          |          |          |          |          |          |          |          |          |          |          |          |          |          |          |          |          |          |          |          |          | 4      |
| Nathan Kiboba        |          |          |          |          |          |          |          |          |          |          |          |          |          |          |          |          |          |          |          |          |          |          |          |          |          | 3        |          |          |        |
| Luciana Littizzetto  |          |          |          |          |          |          |          |          |          |          |          |          |          |          |          |          |          |          |          |          |          |          |          |          |          |          |          |          | 2      |
| Elisabetta Canalis   |          |          |          |          |          |          |          |          |          |          |          |          |          |          |          |          |          |          |          |          |          |          |          |          |          |          |          |          | 2      |
| Cristina Chiabotto   |          |          |          |          |          |          |          |          |          |          |          |          |          |          |          |          |          |          |          |          |          |          |          |          |          |          |          |          | 2      |
| Frank Matano         |          |          |          |          |          |          |          |          |          |          |          |          |          |          |          |          |          |          |          |          |          |          |          |          |          |          |          |          | 2      |
| Andrea Agresti       |          |          |          |          |          |          |          |          |          |          |          |          |          |          |          |          |          |          |          |          |          |          |          |          |          |          |          |          | 2      |
| Belén Rodríguez      |          |          |          |          |          |          |          |          |          |          |          |          |          |          |          |          |          |          |          |          |          |          |          |          |          |          |          |          | 2      |
| Veronica Gentili     |          |          |          |          |          |          |          |          |          |          |          |          |          |          |          |          |          |          |          |          |          |          |          |          |          |          |          |          | 2      |
| Peppe Quintale       |          |          |          |          |          |          |          |          |          |          |          |          |          |          |          |          |          |          |          |          |          |          |          |          |          |          |          |          | 1      |
| Dario Cassini        |          |          |          |          |          |          |          |          |          |          |          |          |          |          |          |          |          |          |          |          |          |          |          |          |          |          |          |          | 1      |
| Claudio Bisio        |          |          |          |          |          |          |          |          |          |          |          |          |          |          |          |          |          |          |          |          |          |          |          |          |          |          |          |          | 1      |
| Enrico Bertolino     |          |          |          |          |          |          |          |          |          |          |          |          |          |          |          |          |          |          |          |          |          |          |          |          |          |          |          |          | 1      |
| Daria Bignardi       |          |          |          |          |          |          |          |          |          |          |          |          |          |          |          |          |          |          |          |          |          |          |          |          |          |          |          |          | 1      |
| Natasha Stefanenko   |          |          |          |          |          |          |          |          |          |          |          |          |          |          |          |          |          |          |          |          |          |          |          |          |          |          |          |          | 1      |
| Kasia Smutniak       |          |          |          |          |          |          |          |          |          |          |          |          |          |          |          |          |          |          |          |          |          |          |          |          |          |          |          |          | 1      |
| Afef                 |          |          |          |          |          |          |          |          |          |          |          |          |          |          |          |          |          |          |          |          |          |          |          |          |          |          |          |          | 1      |
| Alena Šeredová       |          |          |          |          |          |          |          |          |          |          |          |          |          |          |          |          |          |          |          |          |          |          |          |          |          |          |          |          | 1      |
| Fernanda Lessa       |          |          |          |          |          |          |          |          |          |          |          |          |          |          |          |          |          |          |          |          |          |          |          |          |          |          |          |          | 1      |
| Mago Forest          |          |          |          |          |          |          |          |          |          |          |          |          |          |          |          |          |          |          |          |          |          |          |          |          |          |          |          |          | 1      |
| Rosita Celentano     |          |          |          |          |          |          |          |          |          |          |          |          |          |          |          |          |          |          |          |          |          |          |          |          |          |          |          |          | 1      |
| Magda Gomes          |          |          |          |          |          |          |          |          |          |          |          |          |          |          |          |          |          |          |          |          |          |          |          |          |          |          |          |          | 1      |
| Fabio De Luigi       |          |          |          |          |          |          |          |          |          |          |          |          |          |          |          |          |          |          |          |          |          |          |          |          |          |          |          |          | 1      |
| Pierfrancesco Favino |          |          |          |          |          |          |          |          |          |          |          |          |          |          |          |          |          |          |          |          |          |          |          |          |          |          |          |          | 1      |
| Marco Simoncelli     |          |          |          |          |          |          |          |          |          |          |          |          |          |          |          |          |          |          |          |          |          |          |          |          |          |          |          |          | 1      |
| Luca Argentero       |          |          |          |          |          |          |          |          |          |          |          |          |          |          |          |          |          |          |          |          |          |          |          |          |          |          |          |          | 1      |
| Alessandro Gassmann  |          |          |          |          |          |          |          |          |          |          |          |          |          |          |          |          |          |          |          |          |          |          |          |          |          |          |          |          | 1      |
| Pippo Baudo          |          |          |          |          |          |          |          |          |          |          |          |          |          |          |          |          |          |          |          |          |          |          |          |          |          |          |          |          | 1      |
| Claudio Amendola     |          |          |          |          |          |          |          |          |          |          |          |          |          |          |          |          |          |          |          |          |          |          |          |          |          |          |          |          | 1      |
| Enrico Brignano      |          |          |          |          |          |          |          |          |          |          |          |          |          |          |          |          |          |          |          |          |          |          |          |          |          |          |          |          | 1      |
| Trio Medusa          |          |          |          |          |          |          |          |          |          |          |          |          |          |          |          |          |          |          |          |          |          |          |          |          |          |          |          |          | 1      |
| Geppi Cucciari       |          |          |          |          |          |          |          |          |          |          |          |          |          |          |          |          |          |          |          |          |          |          |          |          |          |          |          |          | 1      |
| Pif                  |          |          |          |          |          |          |          |          |          |          |          |          |          |          |          |          |          |          |          |          |          |          |          |          |          |          |          |          | 1      |
| Miriam Leone         |          |          |          |          |          |          |          |          |          |          |          |          |          |          |          |          |          |          |          |          |          |          |          |          |          |          |          |          | 1      |
| Giampaolo Morelli    |          |          |          |          |          |          |          |          |          |          |          |          |          |          |          |          |          |          |          |          |          |          |          |          |          |          |          |          | 1      |
| Paolo Calabresi      |          |          |          |          |          |          |          |          |          |          |          |          |          |          |          |          |          |          |          |          |          |          |          |          |          |          |          |          | 1      |
| Elodie               |          |          |          |          |          |          |          |          |          |          |          |          |          |          |          |          |          |          |          |          |          |          |          |          |          |          |          |          | 1      |
| Rocío Muñoz Morales  |          |          |          |          |          |          |          |          |          |          |          |          |          |          |          |          |          |          |          |          |          |          |          |          |          |          |          |          | 1      |
| Madame               |          |          |          |          |          |          |          |          |          |          |          |          |          |          |          |          |          |          |          |          |          |          |          |          |          |          |          |          | 1      |
| Michela Giraud       |          |          |          |          |          |          |          |          |          |          |          |          |          |          |          |          |          |          |          |          |          |          |          |          |          |          |          |          | 1      |
| Elena Santarelli     |          |          |          |          |          |          |          |          |          |          |          |          |          |          |          |          |          |          |          |          |          |          |          |          |          |          |          |          | 1      |
| Francesca Fagnani    |          |          |          |          |          |          |          |          |          |          |          |          |          |          |          |          |          |          |          |          |          |          |          |          |          |          |          |          | 1      |
| Federica Pellegrini  |          |          |          |          |          |          |          |          |          |          |          |          |          |          |          |          |          |          |          |          |          |          |          |          |          |          |          |          | 1      |
| Iva Zanicchi         |          |          |          |          |          |          |          |          |          |          |          |          |          |          |          |          |          |          |          |          |          |          |          |          |          |          |          |          | 1      |
| Lodovica Comello     |          |          |          |          |          |          |          |          |          |          |          |          |          |          |          |          |          |          |          |          |          |          |          |          |          |          |          |          | 1      |
| Paola Egonu          |          |          |          |          |          |          |          |          |          |          |          |          |          |          |          |          |          |          |          |          |          |          |          |          |          |          |          |          | 1      |
| Claudio Santamaria   |          |          |          |          |          |          |          |          |          |          |          |          |          |          |          |          |          |          |          |          |          |          |          |          |          |          |          |          | 1      |

## Edizioni
| Edizione | Anno      | Stagione          | Periodo           | Periodo          | Puntate | Conduzione         | Conduzione          | Conduzione         | Conduzione         | Conduzione          | Conduzione      | Conduzione       | Conduzione      | Conduzione           | Conduzione           | Conduzione           | Studio                                                         |
| Edizione | Anno      | Stagione          | Inizio            | Fine             | Puntate | Conduzione         | Conduzione          | Conduzione         | Conduzione         | Conduzione          | Conduzione      | Conduzione       | Conduzione      | Conduzione           | Conduzione           | Conduzione           | Studio                                                         |
| -------- | --------- | ----------------- | ----------------- | ---------------- | ------- | ------------------ | ------------------- | ------------------ | ------------------ | ------------------- | --------------- | ---------------- | --------------- | -------------------- | -------------------- | -------------------- | -------------------------------------------------------------- |
| 1ª       | 1997-1998 | autunno           | 22 settembre 1997 | 18 dicembre 1997 | 48      | Simona Ventura     | Simona Ventura      | Simona Ventura     | Simona Ventura     | Simona Ventura      | Peppe Quintale  | Peppe Quintale   | Peppe Quintale  | Dario Cassini        | Dario Cassini        | Dario Cassini        | Studio 10 del Centro di produzione Mediaset di Cologno Monzese |
| 1ª       | 1997-1998 | inverno-primavera | 8 gennaio 1998    | 28 maggio 1998   | 48      | Simona Ventura     | Simona Ventura      | Simona Ventura     | Simona Ventura     | Simona Ventura      | Fabio Volo      | Fabio Volo       | Fabio Volo      | Andrea Pellizzari    | Andrea Pellizzari    | Andrea Pellizzari    | Studio 10 del Centro di produzione Mediaset di Cologno Monzese |
| 2ª       | 1998-1999 | autunno-primavera | 24 settembre 1998 | 27 maggio 1999   | 45      | Simona Ventura     | Simona Ventura      | Simona Ventura     | Simona Ventura     | Simona Ventura      | Fabio Volo      | Fabio Volo       | Fabio Volo      | Andrea Pellizzari    | Andrea Pellizzari    | Andrea Pellizzari    | Studio 10 del Centro di produzione Mediaset di Cologno Monzese |
| 3ª       | 1999-2000 | autunno-primavera | 23 settembre 1999 | 25 maggio 2000   | 38      | Simona Ventura     | Simona Ventura      | Simona Ventura     | Simona Ventura     | Simona Ventura      | Fabio Volo      | Fabio Volo       | Fabio Volo      | Andrea Pellizzari    | Andrea Pellizzari    | Andrea Pellizzari    | Studio 10 del Centro di produzione Mediaset di Cologno Monzese |
| 4ª       | 2000-2001 | autunno-inverno   | 28 settembre 2000 | 28 dicembre 2000 | 40      | Simona Ventura     | Simona Ventura      | Simona Ventura     | Simona Ventura     | Simona Ventura      | Fabio Volo      | Fabio Volo       | Fabio Volo      | Andrea Pellizzari    | Andrea Pellizzari    | Andrea Pellizzari    | Studio 10 del Centro di produzione Mediaset di Cologno Monzese |
| 4ª       | 2000-2001 | inverno-primavera | 18 gennaio 2001   | 31 maggio 2001   | 40      | Simona Ventura     | Simona Ventura      | Simona Ventura     | Simona Ventura     | Simona Ventura      | Fabio Volo      | Fabio Volo       | Fabio Volo      | Andrea Pellizzari    | Andrea Pellizzari    | Andrea Pellizzari    | Studio 10 del Centro di produzione Mediaset di Cologno Monzese |
| 5ª       | 2001-2002 | autunno           | 23 settembre 2001 | 6 dicembre 2001  | 37      | Alessia Marcuzzi   | Alessia Marcuzzi    | Alessia Marcuzzi   | Alessia Marcuzzi   | Alessia Marcuzzi    | Luca e Paolo    | Luca e Paolo     | Luca e Paolo    | Claudio Bisio        | Claudio Bisio        | Claudio Bisio        | Studio 10 del Centro di produzione Mediaset di Cologno Monzese |
| 5ª       | 2001-2002 | inverno-primavera | 17 gennaio 2002   | 30 maggio 2002   | 37      | Alessia Marcuzzi   | Alessia Marcuzzi    | Alessia Marcuzzi   | Alessia Marcuzzi   | Alessia Marcuzzi    | Luca e Paolo    | Luca e Paolo     | Luca e Paolo    | Non presente         | Non presente         | Non presente         | Studio 10 del Centro di produzione Mediaset di Cologno Monzese |
| 6ª       | 2002-2003 | autunno           | 26 settembre 2002 | 28 novembre 2002 | 26      | Alessia Marcuzzi   | Alessia Marcuzzi    | Alessia Marcuzzi   | Alessia Marcuzzi   | Alessia Marcuzzi    | Luca e Paolo    | Luca e Paolo     | Luca e Paolo    | Enrico Bertolino     | Enrico Bertolino     | Enrico Bertolino     | Studio 10 del Centro di produzione Mediaset di Cologno Monzese |
| 6ª       | 2002-2003 | inverno-primavera | 2 febbraio 2003   | 25 maggio 2003   | 26      | Alessia Marcuzzi   | Alessia Marcuzzi    | Alessia Marcuzzi   | Alessia Marcuzzi   | Alessia Marcuzzi    | Luca e Paolo    | Luca e Paolo     | Luca e Paolo    | Non presente         | Non presente         | Non presente         | Studio 10 del Centro di produzione Mediaset di Cologno Monzese |
| 7ª       | 2003-2004 | autunno           | 5 ottobre 2003    | 30 novembre 2003 | 24      | Alessia Marcuzzi   | Alessia Marcuzzi    | Alessia Marcuzzi   | Alessia Marcuzzi   | Alessia Marcuzzi    | Luca e Paolo    | Luca e Paolo     | Luca e Paolo    | Non presente         | Non presente         | Non presente         | Studio 10 del Centro di produzione Mediaset di Cologno Monzese |
| 7ª       | 2003-2004 | inverno-primavera | 28 gennaio 2004   | 26 maggio 2004   | 24      | Alessia Marcuzzi   | Alessia Marcuzzi    | Alessia Marcuzzi   | Alessia Marcuzzi   | Alessia Marcuzzi    | Luca e Paolo    | Luca e Paolo     | Luca e Paolo    | Luciana Littizzetto  | Daria Bignardi       | Elisabetta Canalis   | Studio 10 del Centro di produzione Mediaset di Cologno Monzese |
| 7ª       | 2003-2004 | inverno-primavera | 28 gennaio 2004   | 26 maggio 2004   | 24      | Alessia Marcuzzi   | Alessia Marcuzzi    | Alessia Marcuzzi   | Alessia Marcuzzi   | Alessia Marcuzzi    | Luca e Paolo    | Luca e Paolo     | Luca e Paolo    | Natasha Stefanenko   | Kasia Smutniak       | Ilary Blasi          | Studio 10 del Centro di produzione Mediaset di Cologno Monzese |
| 7ª       | 2003-2004 | inverno-primavera | 28 gennaio 2004   | 26 maggio 2004   | 24      | Alessia Marcuzzi   | Alessia Marcuzzi    | Alessia Marcuzzi   | Alessia Marcuzzi   | Alessia Marcuzzi    | Luca e Paolo    | Luca e Paolo     | Luca e Paolo    | Afef                 | Alena Šeredová       | Fernanda Lessa       | Studio 10 del Centro di produzione Mediaset di Cologno Monzese |
| 7ª       | 2003-2004 | inverno-primavera | 28 gennaio 2004   | 26 maggio 2004   | 24      | Alessia Marcuzzi   | Alessia Marcuzzi    | Alessia Marcuzzi   | Alessia Marcuzzi   | Alessia Marcuzzi    | Luca e Paolo    | Luca e Paolo     | Luca e Paolo    | Mago Forest          | Gialappa's Band      | Gialappa's Band      | Studio 14 del Centro di produzione Mediaset di Cologno Monzese |
| 8ª       | 2004-2005 | autunno           | 4 ottobre 2004    | 29 novembre 2004 | 27      | Alessia Marcuzzi   | Alessia Marcuzzi    | Alessia Marcuzzi   | Alessia Marcuzzi   | Alessia Marcuzzi    | Luca e Paolo    | Luca e Paolo     | Luca e Paolo    | Non presente         | Non presente         | Non presente         | Studio 14 del Centro di produzione Mediaset di Cologno Monzese |
| 8ª       | 2004-2005 | inverno-primavera | 1º febbraio 2005  | 15 giugno 2005   | 27      | Alessia Marcuzzi   | Alessia Marcuzzi    | Alessia Marcuzzi   | Alessia Marcuzzi   | Alessia Marcuzzi    | Luca e Paolo    | Luca e Paolo     | Luca e Paolo    | Luciana Littizzetto  | Luciana Littizzetto  | Rosita Celentano     | Studio 14 del Centro di produzione Mediaset di Cologno Monzese |
| 9ª       | 2005-2006 | autunno           | 22 settembre 2005 | 15 dicembre 2005 | 30      | Alessia Marcuzzi   | Alessia Marcuzzi    | Alessia Marcuzzi   | Alessia Marcuzzi   | Alessia Marcuzzi    | Luca e Paolo    | Luca e Paolo     | Luca e Paolo    | Non presente         | Non presente         | Non presente         | Studio 14 del Centro di produzione Mediaset di Cologno Monzese |
| 9ª       | 2005-2006 | inverno-primavera | 24 gennaio 2006   | 29 maggio 2006   | 30      | Cristina Chiabotto | Cristina Chiabotto  | Cristina Chiabotto | Cristina Chiabotto | Cristina Chiabotto  | Luca e Paolo    | Luca e Paolo     | Luca e Paolo    | Non presente         | Non presente         | Non presente         | Studio 14 del Centro di produzione Mediaset di Cologno Monzese |
| 10ª      | 2006-2007 | autunno           | 10 ottobre 2006   | 28 novembre 2006 | 29      | Cristina Chiabotto | Cristina Chiabotto  | Cristina Chiabotto | Cristina Chiabotto | Cristina Chiabotto  | Luca e Paolo    | Luca e Paolo     | Luca e Paolo    | Non presente         | Non presente         | Non presente         | Studio 14 del Centro di produzione Mediaset di Cologno Monzese |
| 10ª      | 2006-2007 | inverno-primavera | 15 gennaio 2007   | 21 giugno 2007   | 29      | Ilary Blasi        | Ilary Blasi         | Ilary Blasi        | Ilary Blasi        | Ilary Blasi         | Luca e Paolo    | Luca e Paolo     | Luca e Paolo    | Magda Gomes          | Magda Gomes          | Magda Gomes          | Studio 14 del Centro di produzione Mediaset di Cologno Monzese |
| 11ª      | 2007-2008 | estate-inverno    | 13 settembre 2007 | 29 novembre 2007 | 27      | Ilary Blasi        | Ilary Blasi         | Ilary Blasi        | Ilary Blasi        | Ilary Blasi         | Luca e Paolo    | Luca e Paolo     | Luca e Paolo    | Non presente         | Non presente         | Non presente         | Studio 14 del Centro di produzione Mediaset di Cologno Monzese |
| 11ª      | 2007-2008 | inverno-primavera | 25 gennaio 2008   | 19 maggio 2008   | 27      | Ilary Blasi        | Ilary Blasi         | Ilary Blasi        | Ilary Blasi        | Ilary Blasi         | Luca e Paolo    | Luca e Paolo     | Luca e Paolo    | Non presente         | Non presente         | Non presente         | Studio 14 del Centro di produzione Mediaset di Cologno Monzese |
| 12ª      | 2008-2009 | autunno           | 30 settembre 2008 | 2 dicembre 2008  | 24      | Ilary Blasi        | Ilary Blasi         | Ilary Blasi        | Ilary Blasi        | Ilary Blasi         | Fabio De Luigi  | Fabio De Luigi   | Fabio De Luigi  | Pierfrancesco Favino | Pierfrancesco Favino | Pierfrancesco Favino | Studio 14 del Centro di produzione Mediaset di Cologno Monzese |
| 12ª      | 2008-2009 | autunno           | 30 settembre 2008 | 2 dicembre 2008  | 24      | Ilary Blasi        | Ilary Blasi         | Ilary Blasi        | Ilary Blasi        | Ilary Blasi         | Fabio De Luigi  | Fabio De Luigi   | Fabio De Luigi  | Marco Simoncelli     |                      |                      | Studio 14 del Centro di produzione Mediaset di Cologno Monzese |
| 12ª      | 2008-2009 | inverno-primavera | 6 febbraio 2009   | 17 maggio 2009   | 24      | Ilary Blasi        | Ilary Blasi         | Ilary Blasi        | Ilary Blasi        | Ilary Blasi         | Luca e Paolo    | Luca e Paolo     | Luca e Paolo    | Luca e Paolo         | Luca e Paolo         | Luca e Paolo         | Studio 14 del Centro di produzione Mediaset di Cologno Monzese |
| 13ª      | 2009-2010 | autunno           | 22 settembre 2009 | 24 novembre 2009 | 26      | Ilary Blasi        | Ilary Blasi         | Ilary Blasi        | Ilary Blasi        | Ilary Blasi         | Luca e Paolo    | Luca e Paolo     | Luca e Paolo    | Luca e Paolo         | Luca e Paolo         | Luca e Paolo         | Studio 14 del Centro di produzione Mediaset di Cologno Monzese |
| 13ª      | 2009-2010 | inverno-primavera | 13 gennaio 2010   | 21 aprile 2010   | 26      | Ilary Blasi        | Ilary Blasi         | Ilary Blasi        | Ilary Blasi        | Ilary Blasi         | Luca e Paolo    | Luca e Paolo     | Luca e Paolo    | Luca e Paolo         | Luca e Paolo         | Luca e Paolo         | Studio 14 del Centro di produzione Mediaset di Cologno Monzese |
| 14ª      | 2010-2011 | estate-autunno    | 15 settembre 2010 | 21 novembre 2010 | 22      | Ilary Blasi        | Ilary Blasi         | Ilary Blasi        | Ilary Blasi        | Ilary Blasi         | Luca e Paolo    | Luca e Paolo     | Luca e Paolo    | Luca e Paolo         | Luca e Paolo         | Luca e Paolo         | Studio 14 del Centro di produzione Mediaset di Cologno Monzese |
| 14ª      | 2010-2011 | inverno-primavera | 23 febbraio 2011  | 26 maggio 2011   | 22      | Ilary Blasi        | Ilary Blasi         | Ilary Blasi        | Ilary Blasi        | Ilary Blasi         | Luca e Paolo    | Luca e Paolo     | Luca e Paolo    | Luca e Paolo         | Luca e Paolo         | Luca e Paolo         | Studio 14 del Centro di produzione Mediaset di Cologno Monzese |
| 15ª      | 2011-2012 | autunno           | 5 ottobre 2011    | 30 novembre 2011 | 24      | Ilary Blasi        | Ilary Blasi         | Ilary Blasi        | Ilary Blasi        | Ilary Blasi         | Enrico Brignano | Enrico Brignano  | Enrico Brignano | Luca Argentero       | Luca Argentero       | Luca Argentero       | Studio 20 del Centro di produzione Mediaset di Cologno Monzese |
| 15ª      | 2011-2012 | inverno-primavera | 26 gennaio 2012   | 4 maggio 2012    | 24      | Ilary Blasi        | Ilary Blasi         | Ilary Blasi        | Ilary Blasi        | Ilary Blasi         | Enrico Brignano | Enrico Brignano  | Enrico Brignano | Alessandro Gassman   | Pippo Baudo          | Claudio Amendola     | Studio 20 del Centro di produzione Mediaset di Cologno Monzese |
| 16ª      | 2013      | inverno-primavera | 13 gennaio 2013   | 2 giugno 2013    | 17      | Ilary Blasi        | Ilary Blasi         | Ilary Blasi        | Ilary Blasi        | Ilary Blasi         | Teo Mammucari   | Teo Mammucari    | Teo Mammucari   | Gialappa's Band      | Gialappa's Band      | Gialappa's Band      | Studio 4 del Centro di produzione Mediaset di Cologno Monzese  |
| 17ª      | 2013-2014 | autunno           | 24 settembre 2013 | 5 dicembre 2013  | 25      | Ilary Blasi        | Ilary Blasi         | Ilary Blasi        | Ilary Blasi        | Ilary Blasi         | Teo Mammucari   | Teo Mammucari    | Teo Mammucari   | Gialappa's Band      | Gialappa's Band      | Gialappa's Band      | Studio 4 del Centro di produzione Mediaset di Cologno Monzese  |
| 17ª      | 2013-2014 | inverno-primavera | 22 gennaio 2014   | 28 maggio 2014   | 25      | Ilary Blasi        | Ilary Blasi         | Ilary Blasi        | Ilary Blasi        | Ilary Blasi         | Teo Mammucari   | Teo Mammucari    | Teo Mammucari   | Gialappa's Band      | Gialappa's Band      | Gialappa's Band      | Studio 4 del Centro di produzione Mediaset di Cologno Monzese  |
| 18ª      | 2014-2015 | estate-autunno    | 17 settembre 2014 | 5 dicembre 2014  | 27      | Ilary Blasi        | Ilary Blasi         | Ilary Blasi        | Ilary Blasi        | Ilary Blasi         | Teo Mammucari   | Teo Mammucari    | Teo Mammucari   | Gialappa's Band      | Gialappa's Band      | Gialappa's Band      | Studio 4 del Centro di produzione Mediaset di Cologno Monzese  |
| 18ª      | 2014-2015 | inverno-primavera | 29 gennaio 2015   | 14 maggio 2015   | 27      | Ilary Blasi        | Ilary Blasi         | Ilary Blasi        | Ilary Blasi        | Ilary Blasi         | Teo Mammucari   | Teo Mammucari    | Teo Mammucari   | Gialappa's Band      | Gialappa's Band      | Gialappa's Band      | Studio 4 del Centro di produzione Mediaset di Cologno Monzese  |
| 19ª      | 2015-2016 | autunno           | 27 settembre 2015 | 7 dicembre 2015  | 39      | Ilary Blasi        | Ilary Blasi         | Ilary Blasi        | Ilary Blasi        | Ilary Blasi         | Teo Mammucari   | Teo Mammucari    | Teo Mammucari   | Trio Medusa          | Trio Medusa          | Trio Medusa          | Studio 4 del Centro di produzione Mediaset di Cologno Monzese  |
| 19ª      | 2015-2016 | inverno-primavera | 24 gennaio 2016   | 5 maggio 2016    | 39      | Geppi Cucciari     | Geppi Cucciari      | Geppi Cucciari     | Geppi Cucciari     | Geppi Cucciari      | Fabio Volo      | Fabio Volo       | Fabio Volo      | Miriam Leone         | Miriam Leone         | Miriam Leone         | Studio 20 del Centro di produzione Mediaset di Cologno Monzese |
| 19ª      | 2015-2016 | inverno-primavera | 24 gennaio 2016   | 5 maggio 2016    | 39      | Geppi Cucciari     | Geppi Cucciari      | Geppi Cucciari     | Geppi Cucciari     | Geppi Cucciari      | Pif             | Pif              | Pif             | Nadia Toffa          | Simona Ventura       | Andrea Pellizzari    | Studio 20 del Centro di produzione Mediaset di Cologno Monzese |
| 20ª      | 2016-2017 | autunno           | 2 ottobre 2016    | 18 dicembre 2016 | 54      | Ilary Blasi        | Ilary Blasi         | Frank Matano       | Paolo Calabresi    | Paolo Calabresi     | Andrea Agresti  | Matteo Viviani   | Giulio Golia    | Nadia Toffa          | Giampaolo Morelli    | Giampaolo Morelli    | Studio 20 del Centro di produzione Mediaset di Cologno Monzese |
| 20ª      | 2016-2017 | inverno-primavera | 12 febbraio 2017  | 31 maggio 2017   | 54      | Ilary Blasi        | Ilary Blasi         | Teo Mammucari      | Paolo Calabresi    | Paolo Calabresi     | Andrea Agresti  | Matteo Viviani   | Giulio Golia    | Nadia Toffa          | Non presente         | Non presente         | Studio 20 del Centro di produzione Mediaset di Cologno Monzese |
| 21ª      | 2017-2018 | autunno           | 1º ottobre 2017   | 19 dicembre 2017 | 53      | Ilary Blasi        | Ilary Blasi         | Teo Mammucari      | Nicola Savino      | Gialappa's Band     | Andrea Agresti  | Matteo Viviani   | Giulio Golia    | Nadia Toffa          | Non presente         | Non presente         | Studio 20 del Centro di produzione Mediaset di Cologno Monzese |
| 21ª      | 2017-2018 | inverno-primavera | 11 febbraio 2018  | 23 maggio 2018   | 53      | Ilary Blasi        | Ilary Blasi         | Teo Mammucari      | Nicola Savino      | Gialappa's Band     | Andrea Agresti  | Matteo Viviani   | Giulio Golia    | Nadia Toffa          | Frank Matano         | Frank Matano         | Studio 20 del Centro di produzione Mediaset di Cologno Monzese |
| 22ª      | 2018-2019 | autunno           | 30 settembre 2018 | 11 dicembre 2018 | 51      | Alessia Marcuzzi   | Alessia Marcuzzi    | Alessia Marcuzzi   | Nicola Savino      | Gialappa's Band     | Filippo Roma    | Matteo Viviani   | Giulio Golia    | Nadia Toffa          | Non presente         | Non presente         | Studio 20 del Centro di produzione Mediaset di Cologno Monzese |
| 22ª      | 2018-2019 | inverno-primavera | 20 gennaio 2019   | 12 maggio 2019   | 51      | Alessia Marcuzzi   | Alessia Marcuzzi    | Alessia Marcuzzi   | Nicola Savino      | Gialappa's Band     | Filippo Roma    | Matteo Viviani   | Giulio Golia    | Nadia Toffa          | Non presente         | Non presente         | Studio 20 del Centro di produzione Mediaset di Cologno Monzese |
| 23ª      | 2019-2020 | autunno           | 1º ottobre 2019   | 17 dicembre 2019 | 40      | Alessia Marcuzzi   | Alessia Marcuzzi    | Alessia Marcuzzi   | Nicola Savino      | Gialappa's Band     | Filippo Roma    | Matteo Viviani   | Giulio Golia    | Nina Palmieri        | Veronica Ruggeri     | Roberta Rei          | Studio 20 del Centro di produzione Mediaset di Cologno Monzese |
| 23ª      | 2019-2020 | inverno-primavera | 13 febbraio 2020  | 23 giugno 2020   | 40      | Alessia Marcuzzi   | Alessia Marcuzzi    | Alessia Marcuzzi   | Nicola Savino      | Gialappa's Band     | Filippo Roma    | Matteo Viviani   | Giulio Golia    | Nina Palmieri        | Veronica Ruggeri     | Roberta Rei          | Studio 20 del Centro di produzione Mediaset di Cologno Monzese |
| 24ª      | 2020-2021 | autunno-inverno   | 6 ottobre 2020    | 22 dicembre 2020 | 44      | Alessia Marcuzzi   | Alessia Marcuzzi    | Alessia Marcuzzi   | Nicola Savino      | Gialappa's Band     | Filippo Roma    | Matteo Viviani   | Giulio Golia    | Nina Palmieri        | Veronica Ruggeri     | Roberta Rei          | Studio 20 del Centro di produzione Mediaset di Cologno Monzese |
| 24ª      | 2020-2021 | inverno-primavera | 16 febbraio 2021  | 8 giugno 2021    | 44      | Alessia Marcuzzi   | Alessia Marcuzzi    | Alessia Marcuzzi   | Nicola Savino      | Gialappa's Band     | Filippo Roma    | Matteo Viviani   | Giulio Golia    | Nina Palmieri        | Veronica Ruggeri     | Roberta Rei          | Studio 20 del Centro di produzione Mediaset di Cologno Monzese |
| 25ª      | 2021-2022 | autunno           | 5 ottobre 2021    | 21 dicembre 2021 | 36      | Elodie             | Rocío Muñoz Morales | Elisabetta Canalis | Nicola Savino      | Gialappa's Band     | Filippo Roma    | Matteo Viviani   | Giulio Golia    | Nina Palmieri        | Veronica Ruggeri     | Roberta Rei          | Studio 20 del Centro di produzione Mediaset di Cologno Monzese |
| 25ª      | 2021-2022 | autunno           | 5 ottobre 2021    | 21 dicembre 2021 | 36      | Madame             | Michela Giraud      | Elena Santarelli   | Francesca Fagnani  | Federica Pellegrini | Iva Zanicchi    | Lodovica Comello | Paola Egonu     | Nina Palmieri        | Veronica Ruggeri     | Roberta Rei          | Studio 20 del Centro di produzione Mediaset di Cologno Monzese |
| 25ª      | 2021-2022 | inverno-primavera | 9 febbraio 2022   | 25 maggio 2022   | 36      | Belén Rodríguez    | Belén Rodríguez     | Teo Mammucari      | Teo Mammucari      | Max Angioni         | Max Angioni     | Eleazaro Rossi   | Eleazaro Rossi  | Non presente         | Non presente         | Non presente         | Studio 20 del Centro di produzione Mediaset di Cologno Monzese |
| 26ª      | 2022-2023 | autunno           | 4 ottobre 2022    | 13 dicembre 2022 | 32      | Belén Rodríguez    | Belén Rodríguez     | Teo Mammucari      | Teo Mammucari      | Max Angioni         | Max Angioni     | Eleazaro Rossi   | Eleazaro Rossi  | Nathan Kiboba        | Nathan Kiboba        | Nathan Kiboba        | Studio 6 del Centro di produzione Mediaset di Cologno Monzese  |
| 26ª      | 2022-2023 | inverno-primavera | 10 gennaio 2023   | 23 maggio 2023   | 32      | Belén Rodríguez    | Belén Rodríguez     | Teo Mammucari      | Teo Mammucari      | Max Angioni         | Max Angioni     | Eleazaro Rossi   | Eleazaro Rossi  | Nathan Kiboba        | Nathan Kiboba        | Nathan Kiboba        | Studio 6 del Centro di produzione Mediaset di Cologno Monzese  |
| 26ª      | 2022-2023 | inverno-primavera | 10 gennaio 2023   | 23 maggio 2023   | 32      | Belén Rodríguez    | Belén Rodríguez     | Claudio Santamaria |                    | Max Angioni         | Max Angioni     | Eleazaro Rossi   | Eleazaro Rossi  | Nathan Kiboba        | Nathan Kiboba        | Nathan Kiboba        | Studio 6 del Centro di produzione Mediaset di Cologno Monzese  |
| 27ª      | 2023-2024 | autunno           | 3 ottobre 2023    | 19 dicembre 2023 | 34      | Veronica Gentili   | Veronica Gentili    | Veronica Gentili   | Veronica Gentili   | Max Angioni         | Max Angioni     | Eleazaro Rossi   | Eleazaro Rossi  | Nathan Kiboba        | Nathan Kiboba        | Nathan Kiboba        | Studio 6 del Centro di produzione Mediaset di Cologno Monzese  |
| 27ª      | 2023-2024 | inverno-primavera | 9 gennaio 2024    | 4 giugno 2024    | 34      | Veronica Gentili   | Veronica Gentili    | Veronica Gentili   | Veronica Gentili   | Max Angioni         | Max Angioni     | Eleazaro Rossi   | Eleazaro Rossi  | Nathan Kiboba        | Nathan Kiboba        | Nathan Kiboba        | Studio 6 del Centro di produzione Mediaset di Cologno Monzese  |
| 28ª      | 2024-2025 | autunno           | 29 settembre 2024 | 15 dicembre 2024 | 41      | Veronica Gentili   | Veronica Gentili    | Veronica Gentili   | Veronica Gentili   | Max Angioni         | Max Angioni     | Eleazaro Rossi   | Eleazaro Rossi  | Nathan Kiboba        | Nathan Kiboba        | Nathan Kiboba        | Studio 6 del Centro di produzione Mediaset di Cologno Monzese  |
| 28ª      | 2024-2025 | inverno-primavera | 12 gennaio 2025   | 3 giugno 2025    | 41      | Veronica Gentili   | Veronica Gentili    | Veronica Gentili   | Veronica Gentili   | Max Angioni         | Max Angioni     | Eleazaro Rossi   | Eleazaro Rossi  | Nathan Kiboba        | Nathan Kiboba        | Nathan Kiboba        | Studio 6 del Centro di produzione Mediaset di Cologno Monzese  |

## Audience
| Edizione | Rete televisiva | Anno      | Stagione          | Programmazione | Programmazione | Programmazione | Programmazione | Programmazione | Programmazione | Programmazione | Collocazione | Collocazione   | Media auditel  | Media auditel |
| Edizione | Rete televisiva | Anno      | Stagione          | L              | M              | M              | G              | V              | S              | D              | Collocazione | Collocazione   | Telespettatori | Share         |
| -------- | --------------- | --------- | ----------------- | -------------- | -------------- | -------------- | -------------- | -------------- | -------------- | -------------- | ------------ | -------------- | -------------- | ------------- |
| 1ª       | Italia 1        | 1997-1998 | autunno-primavera |                |                |                |                |                |                |                | Day-time     | Seconda serata | –              | –             |
| 2ª       | Italia 1        | 1998-1999 | autunno-inverno   |                |                |                | Seconda serata | Seconda serata |                |                |              |                | –              | –             |
| 3ª       | Italia 1        | 1999-2000 | autunno-inverno   |                |                |                | Seconda serata | Seconda serata |                |                |              |                | –              | –             |
| 4ª       | Italia 1        | 2000-2001 | autunno-primavera |                |                |                | Prima serata   | Seconda serata |                |                |              |                | –              | –             |
| 5ª       | Italia 1        | 2001-2002 | autunno-primavera |                |                |                | Prima serata   | Seconda serata |                |                |              |                | –              | –             |
| 6ª       | Italia 1        | 2002-2003 | autunno-primavera |                |                |                | Prima serata   | Seconda serata |                |                |              |                | –              | –             |
| 7ª       | Italia 1        | 2003-2004 | autunno-primavera |                |                |                | Prima serata   | Seconda serata |                |                |              |                | –              | –             |
| 8ª       | Italia 1        | 2004-2005 | autunno-primavera |                |                |                | Prima serata   | Seconda serata |                |                |              |                | –              | –             |
| 9ª       | Italia 1        | 2005-2006 | autunno-primavera |                | Prima serata   | Prima serata   |                |                |                |                |              |                | –              | –             |
| 10ª      | Italia 1        | 2006-2007 | autunno-primavera |                | Prima serata   | Prima serata   |                |                |                | 3 529 000      | 15,56%       |                |                |               |
| 11ª      | Italia 1        | 2007-2008 | estate-primavera  |                | Prima serata   | Prima serata   | 2 546 000      | 13,99%         |                |                |              |                |                |               |
| 12ª      | Italia 1        | 2008-2009 | autunno-primavera |                | Prima serata   | Prima serata   |                |                |                | 2 908 000      | 12,28%       |                |                |               |
| 13ª      | Italia 1        | 2009-2010 | autunno-primavera |                | Prima serata   | Prima serata   |                |                | 3 079 000      | 13,22%         |              |                |                |               |
| 14ª      | Italia 1        | 2010-2011 | estate-primavera  |                | Prima serata   | Prima serata   | 3 202 000      | 13,57%         |                |                |              |                |                |               |
| 15ª      | Italia 1        | 2011-2012 | autunno-primavera |                | Prima serata   | Prima serata   |                | 3 041 000      | 13,45%         |                |              |                |                |               |
| 16ª      | Italia 1        | 2013      | inverno-primavera |                | Prima serata   | Prima serata   |                |                | 3 036 000      | 14,37%         |              |                |                |               |
| 17ª      | Italia 1        | 2013-2014 | autunno-primavera |                | Prima serata   | Prima serata   |                |                | 2 636 000      | 12,67%         |              |                |                |               |
| 18ª      | Italia 1        | 2014-2015 | estate-primavera  |                | Prima serata   | Prima serata   |                | 2 423 000      | 12,52%         |                |              |                |                |               |
| 19ª      | Italia 1        | 2015-2016 | autunno-primavera |                | Prima serata   | Prima serata   |                |                | 2 183 000      | 11,45%         |              |                |                |               |
| 20ª      | Italia 1        | 2016-2017 | autunno-primavera |                | Prima serata   | Prima serata   |                |                | 1 887 000      | 9,59%          |              |                |                |               |
| 21ª      | Italia 1        | 2017-2018 | autunno-primavera | 2 146 000      | Prima serata   | Prima serata   | 11,20%         |                |                |                |              |                |                |               |
| 22ª      | Italia 1        | 2018-2019 | autunno-primavera |                | Prima serata   | Prima serata   | 1 882 000      | 10,61%         |                |                |              |                |                |               |
| 23ª      | Italia 1        | 2019-2020 | autunno-estate    |                | Prima serata   | Prima serata   |                | 1 940 000      | 11,11%         |                |              |                |                |               |
| 24ª      | Italia 1        | 2020-2021 | autunno-primavera | 1 644 000      | Prima serata   | Prima serata   | 9,34%          |                |                |                |              |                |                |               |
| 25ª      | Italia 1        | 2021-2022 | autunno-primavera |                | Prima serata   | Prima serata   |                |                | 1 241 000      | 8,08%          |              |                |                |               |
| 26ª      | Italia 1        | 2022-2023 | autunno-primavera |                | Prima serata   | Prima serata   | 1 268 000      | 9,22%          |                |                |              |                |                |               |
| 27ª      | Italia 1        | 2023-2024 | autunno-primavera | 1 387 000      | Prima serata   | Prima serata   | 9,80%          |                |                |                |              |                |                |               |
| 28ª      | Italia 1        | 2024-2025 | autunno-primavera |                | Prima serata   | Prima serata   |                | 1 378 000      | 10,14%         |                |              |                |                |               |

## Sigle
| Edizione | Anno      | Sigla                                      |
| -------- | --------- | ------------------------------------------ |
| 1ª       | 1997-1998 | Touch and Go - Would You...?               |
| 2ª       | 1998-1999 | Touch and Go - Would You...?               |
| 3ª       | 1999-2000 | Carla Boni - La rumba del cocoricò         |
| 4ª       | 2000-2001 | Ska-P - La Estampida                       |
| 5ª       | 2001-2002 | Meganoidi - Supereroi                      |
| 6ª       | 2002-2003 | Comedy of life - I don't know you          |
| 7ª       | 2003-2004 | Magnifico - Hir aj kam hir aj go           |
| 8ª       | 2004-2005 | Magnifico - Hir aj kam hir aj go           |
| 9ª       | 2005-2006 | Nino Ferrer - Il baccalà                   |
| 10ª      | 2006-2007 | Après La Classe - Paris                    |
| 11ª      | 2007-2008 | The Sunshine - C'mon Yeah                  |
| 12ª      | 2008-2009 | Ben Gidsjoy - Ready, Set, Go               |
| 13ª      | 2009-2010 | Brother Soul - Cookies                     |
| 14ª      | 2010-2011 | Janelle Monáe ft. Big Boi - Tightrope      |
| 15ª      | 2011-2012 | Propellerheads - Crash!                    |
| 16ª      | 2013      | Jessica Mauboy - Land Of A Thousand Dances |
| 17ª      | 2013-2014 | Jessica Mauboy - Land Of A Thousand Dances |
| 18ª      | 2014-2015 | Monaci del surf - Surf Bossa Nova          |
| 19ª      | 2015-2016 | Primal Scream - Rocks                      |
| 20ª      | 2016-2017 | Fleur East - Sax                           |
| 21ª      | 2017-2018 | Portugal. The Man - Feel It Still          |
| 22ª      | 2018-2019 | The Struts e Kesha - Body Talks            |
| 23ª      | 2019-2020 | The Struts e Kesha - Body Talks            |
| 24ª      | 2020-2021 | Outasight - Say Hey                        |
| 25ª      | 2021-2022 | The Vaccines - Alone Star                  |
| 26ª      | 2022-2023 | The Struts - Fallin' With Me               |
| 27ª      | 2023-2024 | The Struts - Fallin' With Me               |
| 28ª      | 2024-2025 | The Struts - Fallin' With Me               |

### Altre sigle
Come intro per alcuni servizi di Marco Berry è stato usato l'inizio del brano The Wizard dei Black Sabbath e per i servizi di Andrea Pellizzari nei panni di Mr. Brown è stata usata come sottofondo la canzone per bambini London Bridge Is Falling Down, inoltre per alcuni servizi è stato usato l'attacco di Montecchi e Capuleti o Danza dei Cavalieri dal balletto musicale Romeo e Giulietta di Prokofiev. In molti servizi vengono utilizzate frequentemente anche Golden Brown degli Stranglers, Flyswatter degli Eels e la Sarabanda di Händel. Nelle ultime stagioni del programma, durante i servizi vengono usate alcune delle colonne sonore della serie televisiva statunitense The Knick.
Nel corso degli anni sono state inserite, seppur in alcune puntate, anche varie canzoni, sempre come intro per i servizi: I Can Change di Brandon Flowers, Bad Liar del gruppo Imagine Dragons, Watermelon Sugar di Harry Styles o Espresso di Sabrina Carpenter.

## Speciali

### Le Ienone di fine anno
Per salutare il vecchio millennio, il 30 dicembre 1999 andò in onda, su Italia 1, uno speciale in seconda serata dal titolo Le Ienone di fine anno condotto da Simona Ventura, Andrea Pellizzari e Fabio Volo con il meglio dei servizi girati nei primi due anni di vita del programma.

### Le Iene - Aspettando Zelig
Programma andato in onda ogni lunedì dal 9 ottobre al 18 dicembre 2000, che anticipava la messa in onda di Zelig su Italia 1. Nello specifico venivano trasmessi due servizi, per la durata complessiva di 5 minuti.

### Le Iene.it

La sigla de Le Iene.it del 2003 con i cartoni animati dei conduttori: Alessia Marcuzzi, Luca e Paolo

Le Iene.it era, dal 2001 al 2005, l'anticipazione al programma nella sola messa in onda della seconda serata e durava dai 5 ai 15 minuti; prevedeva semplicemente la programmazione di un servizio introduttivo ed era menzionato nei palinsesti di Italia 1. Negli anni a seguire è stato sostituito da uno spazio iniziale denominato Le Iene-Coming soon ma direttamente inglobato nel programma madre.
Dal 2019 tale denominazione viene utilizzata per uno spazio all'interno de Le Iene, condotto da Giulia Innocenzi, dedicato agli aggiornamenti sui vari casi trattati e alle segnalazioni del pubblico provenienti dal sito web (da cui il nome) o dalle pagine social.

### Le Iene P.S. (politically scorrect)
Programma in seconda serata de Le Iene andato in onda su Italia 1 in cui veniva trasmesso tutto il materiale non inviato in onda nel programma madre ed accumulato negli anni. Una prima puntata-pilota andò in onda il 26 marzo 2003 condotta dal Trio Medusa e successivamente in un ciclo di sette puntate dal trio Victoria Cabello, Sabrina Nobile e Debora Villa a partire dal 21 aprile 2004.

### Le Iene by Night
Le Iene by Night era l'edizione notturna del programma andata in onda dal 2009 al 2016 tra le 23:00 e le 0:30 e condotto parallelamente dai conduttori originali del programma. Durante la versione notturna andavano in onda alcuni servizi non adatti ad un pubblico di bambini in aggiunta a servizi storici del programma e ad un solo servizio inedito.
La nascita di questo programma notturno non è un caso: Le Iene, dal 1998 al 2001, andava in onda solo in seconda serata ogni giovedì senza godere, ancora, di un appuntamento in prima serata.
Dal 2001, in aggiunta alla prima serata della domenica (con il nome Le Iene Show), l'edizione in seconda serata continuava a chiamarsi semplicemente Le Iene; solo nel 2009 riportava il titolo de Le Iene - I servizi hard e per le stagioni successive de Le Iene by Night. Nella stagione invernale-primaverile del 2016, con l'innovativo raddoppio della prima serata alla domenica e al martedì/giovedì, il programma non prevede più la messa in onda della seconda serata.

### Le Iene Speciale
| Puntata | Titolo puntata                                                               | Argomento | Conduzione             | Messa in onda    |
| ------- | ---------------------------------------------------------------------------- | --- | ---------------------- | ---------------- |
| 1       | Le Iene presentano: Rosa e Olindo, due innocenti all'ergastolo?              | Dedicato alla strage di Erba e alle anomalie emerse nella vicenda                                             | Antonino Monteleone    | 29 gennaio 2019  |
| 2       | Le Iene presentano: Caso David Rossi: suicidio o omicidio?                   | Dedicato alla morte di David Rossi, capo della comunicazione della Banca Monte dei Paschi di Siena            | Antonino Monteleone    | 21 marzo 2019    |
| 3       | Le Iene presentano: Omicidio Vannini: bugie e verità                         | Dedicato all'omicidio di Marco Vannini                                                                        | Giulio Golia           | 24 aprile 2019   |
| 4       | Le Iene presentano: Omicidio Willy Branchi: 30 anni di misteri               | Dedicato all'omicidio di Willy Branchi                                                                        | Antonino Monteleone    | 19 maggio 2019   |
| 5       | Le Iene presentano: Com'è morto Marco Pantani?                               | Dedicato alle vicende relative alla morte del "Pirata" Marco Pantani                                          | Alessandro De Giuseppe | 24 ottobre 2019  |
| 6       | Le Iene presentano: Speciale Chico Forti                                     | Dedicato al caso di Chico Forti                                                                               | Gaston Zama            | 30 gennaio 2020  |
| 7       | Le Iene per Nadia                                                            | Per onorare la memoria della conduttrice del programma Nadia Toffa, deceduta il 13 agosto 2019                | [ 16 ]                 | 13 agosto 2020   |
| 8       | Le Iene presentano: Mario Biondo: un suicidio inspiegabile                   | Dedicato alle vicende relative alla morte di Mario Biondo                                                     | Cristiano Pasca        | 5 ottobre 2020   |
| 9       | Le Iene presentano: Do you know Mirko Scarcella?                             | Dedicato all'omonimo "guru" dei social network                                                                | Gaston Zama            | 12 ottobre 2020  |
| 10      | Le Iene presentano: L'incredibile viaggio di Marika                          | Dedicato al viaggio in Sardegna di una ragazza, appunto Marika, affetta dalla nascita da tetraplegia spastica | Matteo Viviani         | 23 dicembre 2020 |
| 11      | Le Iene presentano: Un anno di Covid                                         | Dedicato all'anno appena passato che come protagonista ha avuto il COVID-19 e di conseguenza la pandemia      | Gaetano Pecoraro       | 29 dicembre 2020 |
| 12      | Le Iene presentano: L'omicidio di Serena Mollicone: un mistero lungo 20 anni | Dedicato al delitto di Arce                                                                                   | Veronica Ruggeri       | 15 novembre 2021 |
| 13      | Le Iene presentano: Scandalo nell'antimafia                                  | Dedicato all'inchiesta sulla Sezione misure di prevenzione del tribunale di Palermo                           | Matteo Viviani         | 10 dicembre 2021 |
| 14      | Le Iene presentano: Due anni di Covid                                        | Dedicato ai due anni passati durante la pandemia di COVID-19                                                  | Gaetano Pecoraro       | 17 dicembre 2021 |
| 15      | Le iene presentano: Il giallo di Ponza                                       | Dedicato alle vicende relative alla morte di Gianmarco Pozzi                                                  | Giulio Golia           | 28 dicembre 2021 |
| 16      | Le Iene presentano: Paola Catanzaro: da mistico a showgirl                   | Dedicato alla frode milionaria per cui è stata condannata in primo grado l'ex veggente Paola Catanzaro        | Veronica Ruggeri       | 10 maggio 2022   |
| 17      | Le Iene presentano: Un paese di furbetti                                     | Dedicato ai truffatori smascherati in venticinque anni di programma                                           | Giulio Golia           | 17 maggio 2022   |
| 18      | Le Iene presentano: Delitto di Garlasco: La verità di Alberto Stasi          | Dedicato al delitto di Garlasco e in particolare al ruolo di Alberto Stasi in esso                            | Alessandro De Giuseppe | 24 maggio 2022   |

### Le Iene Top
Puntata speciale andata in onda martedì 11 febbraio in occasione del 75º Festival di Sanremo, ripropone il meglio dei servizi della stagione in onda e passata.

## Spin-off

### Mai dire Iene
Mai dire Iene nacque nel 2004 come fusione dei format Mai dire Domenica e Le Iene. L'idea nacque da una puntata sperimentale andata in onda nel 2004, in cui la Gialappa's Band e il Mago Forest condussero insieme a Luca e Paolo e Alessia Marcuzzi l'ultima puntata de Le Iene della stagione. I buoni ascolti di quell'esperimento portarono alla realizzazione di un nuovo format, condotto dalla Gialappa's, da Forest e dalla Marcuzzi. Mai dire Iene univa le rubriche tradizionali de Le Iene (commentate fuori campo dalla Gialappa's Band) con gli ingredienti umoristici di Mai dire Domenica (in particolare quelli curati da Forest e dal mago-iena Marco Berry). Mai dire Iene non ebbe il successo sperato e l'anno successivo non venne riproposto; la Gialappa's riprese Mai dire Lunedì e Le Iene tornarono al loro format tradizionale, dove alcuni anni dopo tornerà l'irriverente trio.

### Scappati con la cassa
Scappati con la cassa andò in onda su Italia 1 il 4 dicembre 2007 in una puntata unica ed in seguito riedito in tre puntate andate in onda il 9, 16 e 23 giugno 2009, condotte da Sabrina Nobile. Il programma proponeva le storie di truffatori italiani che, dopo aver abilmente truffato diverse persone, sono fuggiti all'estero facendo perdere le loro tracce. Il programma si proponeva di rintracciarli e dar loro voce in modo che i truffati potessero capire e soprattutto sperare in un risarcimento. Gli inviati erano Giulio Golia (caso di Vincenzo Canese), Luigi Pelazza (caso di Alberto Soliani), Matteo Viviani (caso di Gianluca Merchiori).

### Le Iene Trip
Le Iene Trip fu uno spin-off andato in onda su Italia 2 dal 6 agosto 2011. Fu condotto da Niccolò Torielli (il conduttore degli spazi Sconvolt), Angelo Duro (interprete di Nuccio VIP e del cantante senza pubblico) e Giorgia Crivello e ripercorreva i più popolari servizi del programma-madre. Dall'autunno 2012 vengono trasmesse le puntate di Mr Brown show, Gip show e Pif show.

### XLove
XLove fu uno spin-off andato in onda su Italia 1 tra il 2014 e il 2015. Il programma, condotto dalla iena Nina Palmieri, prevedeva alcuni servizi, curati dalle stesse iene del programma madre, riguardanti la sfera sentimentale-amorosa.

### Le Iene presentano: Scherzi a parte
Le Iene presentano: Scherzi a parte andò in onda su Canale 5 nel 2015. In occasione della tredicesima edizione dello storico programma di Fatma Ruffini, è stato coinvolto il team de Le Iene per la realizzazione dei vari scherzi rivolti ai personaggi famosi. Il programma, condotto da Paolo Bonolis, ha visto questa collaborazione solo per questa edizione, ritornando nel 2018 al tradizionale titolo di Scherzi a parte senza il team del programma di Italia 1.

### Ieneyeh
Dal 7 gennaio al 22 aprile 2020 è andato in onda lo spin-off Ieneyeh, in cui sono stati ripercorsi oltre 20 anni di storia d'Italia attraverso l'archivio di tutti i servizi girati dagli inviati de Le Iene in questi anni. È andato in onda nella fascia di day-time dal lunedì al venerdì dalle 19:20 alle 20:20.

### Le Iene presentano: Inside
Dal 30 ottobre 2022 va in onda lo spin-off Le Iene presentano: Inside. Il format riprende quello delle varie puntate speciali del programma andate in onda nel corso degli anni dalla denominazione Le Iene presentano, ovvero il racconto di un caso giudiziario o di altro genere e l’analisi di cause e conseguenze.

### Le Iene presentano: Vite spericolate
Dal 13 giugno al 17 luglio 2024 è andato in onda lo spin-off Le Iene presentano: Vite spericolate, dedicato al mondo della musica e incentrato su interviste ad artisti della scena musicale italiana realizzate dall'inviato del format originale Nicolò De Devitiis.

### Le Iene presentano: La cura
Il 28 novembre 2024 è andato in onda lo spin-off Le Iene presentano: La cura, dedicato al mondo della sanità pubblica e privata, incentrato su vari argomenti e interviste realizzate dall'inviato del format originale Gaetano Pecoraro. In questa prima puntata pilota la Iena non presentava nel classico studio con scrivania, ma era in una sala operatoria dell’ospedale IEO di Milano.

## Casi sollevati dal programma

### Casi celebri

#### Amedeo Goria e le presunte molestie sessuali a un'attrice
Nel settembre 2005 il giornalista Amedeo Goria si autosospese dal video dopo un filmato de Le Iene in cui si vedeva un "noto personaggio televisivo fare proposte esplicite" a un'aspirante attrice, Michela Morellato. Goria dichiarò di essere "stato vittima di un raggiro televisivo".
La vicenda venne archiviata dal Tribunale di Vicenza per "non sussistenza del fatto" e Goria denunciò per diffamazione i presentatori del programma Paolo Kessisoglu e Luca Bizzarri e l'allora direttore di Italia 1 Luca Tiraboschi. I tre furono rinviati a giudizio nel febbraio 2010 dal Tribunale di Roma.

#### Lo scandalo dei chierichetti del papa
Nel novembre 2017 comincia l'inchiesta sui casi di molestie sessuali all'interno delle mura vaticane. A pochi passi dalla basilica di San Pietro infatti, nel collegio per gli aspiranti chierichetti del papa si sarebbero verificati diversi episodi di abusi tra minori. La testimonianza di don Andrea Stabellini, vicario giudiziale del Vaticano, aprirà uno squarcio su un'estesa opera di insabbiamento durato per anni e che avrebbe avuto come protagonisti figure apicali del Vaticano. L'inchiesta di Gaetano Pecoraro fece il giro del mondo e porta all'apertura di un'inchiesta in Vaticano.

#### Il caso David Rossi
Nell'ottobre 2017 Le Iene, con i servizi di Antonino Monteleone, fanno riaprire il caso di David Rossi, responsabile della Comunicazione di Monte dei Paschi di Siena precipitato da una finestra della sede della banca a Rocca Salimbeni, nel centro della città di Siena, la sera del 6 marzo 2013. Dopo le due archiviazioni presso la Procura di Siena, secondo cui si sarebbe trattato di suicidio, l'inchiesta di Antonino Monteleone fa aprire quattro nuove indagini sul caso: due presso la Procura di Genova (competente a indagare per fatti che riguardano i magistrati senesi) e due presso la Procura di Siena.

#### Raccolta firme del Movimento 5 Stelle
Nel settembre 2016 Le Iene hanno realizzato diverse inchieste su presunte irregolarità nella raccolta di firme a sostegno della lista del M5S durante le elezioni amministrative di Palermo nel 2012. Su questa vicenda nel 2013 aveva indagato anche la Digos di Palermo, sentendo alcune persone informate dei fatti, ma le indagini si erano fermate e il procedimento era stato archiviato. Filippo Roma si è occupato a lungo della questione dopo aver ricevuto alcuni documenti che ai tempi delle indagini non erano venuti alla luce. A giugno 2017, a seguito di ciò che emerse dai numerosi servizi delle Iene, il Gup di Palermo ha rinviato a giudizio 14 indagati per la vicenda. Nel 2020 dodici di loro sono stati condannati in primo grado e gli altri due sono stati assolti.

#### Il secondary ticketing
Nel novembre 2016 comincia l'inchiesta di Matteo Viviani sul secondary ticketing, ovvero la rivendita "secondaria" dei biglietti dei concerti. La Iena ha svelato un meccanismo che sembra favorire illegalmente il "bagarinaggio online". A seguito dei diversi servizi delle Iene, numerosi big della musica italiana hanno preso le distanze dalle società coinvolte, tra cui Vasco Rossi e sono state aperte alcune indagini.

#### La droga in Parlamento
Nell'ottobre 2006 le Iene si sono interrogate su quanto potesse essere diffuso il consumo di droga tra i parlamentari italiani e hanno sottoposto - a loro insaputa - 50 onorevoli al "drug wipe", un test per rilevare l'eventuale consumo di droga. Il risultato del test avrebbe rivelato che "un deputato su 3 usa droghe". Lo scoop ha scatenato numerose polemiche e il servizio di Matteo Viviani è stato bloccato dal Garante della privacy prima di andare in onda. Le Iene, nelle persone di Davide Parenti e Matteo Viviani, sono condannate in via definitiva in Cassazione a una multa di 15 000 euro per aver violato la privacy di deputati e senatori.

#### I casi Brigliadori e Mereu
Nell'ottobre 2016, Nadia Toffa ha raccontato in un servizio come Eleonora Brigliadori, nota attrice e soubrette degli anni '80, si fosse fatta testimone del cosiddetto "metodo Hamer" del medico Ryke Geerd Hamer, che professa l'utilizzo di vie alternative ampiamente smentite dalla medicina ufficiale per il trattamento dei tumori. Dopo aver posto alcune domande per avere chiarimenti in merito, l'inviata è stata aggredita e insultata dalla Brigliadori. A causa di tale querelle, la Rai ha deciso di espellere l'attrice dalla settima edizione di Pechino Express.
Qualche mese prima, sempre Nadia Toffa si era occupata dell'attività della dottoressa Gabriella Mereu, secondo la quale alcune gravi malattie si curerebbero con procedimenti terapeutici senza alcuna validità scientifica, come l'utilizzo dei fiori di Bach e una cosiddetta "terapia verbale" (che prevede anche l'uso di insulti e parolacce). La donna è stata poi radiata dall'Ordine dei Medici.

#### I portaborse in nero in Parlamento
In seguito ad alcuni servizi delle Iene sul fenomeno dei portaborse parlamentari che lavoravano gratis o che venivano pagati in nero dentro i palazzi della politica italiana, nel 2007 Fausto Bertinotti e Franco Marini, allora rispettivamente presidenti di Camera e Senato, prendono un impegno preciso per risolvere questa questione: un regolamento che stabilisca che nessun portaborse possa più entrare dentro la Camera o il Senato senza un regolare contratto di lavoro. Ma nel 2009 l'inchiesta della Iena Filippo Roma continua: gli allora presidenti della Camera Gianfranco Fini e del Senato Renato Schifani ammettono il lavoro nero in Parlamento e si impegnano con le Iene a risolvere il problema. A ottobre 2017, l'inviato torna sulla questione con la storia di Federica Brocchetti, la ragazza che ha raccontato come avrebbe lavorato gratis e senza contratto come portaborse per l'onorevole Mario Caruso, il quale avrebbe invece dato un contratto al figlio del Sottosegretario alla Difesa Domenico Rossi. L'On. Rossi ha poi annunciato di voler rimettere le deleghe.

#### L'Ilva di Taranto
Dal marzo 2008, Giulio Golia realizzò una serie di servizi sul caso Ilva di Taranto. Nel primo, mostrò i risultati delle analisi compiute sul formaggio ricavato dal latte degli animali allevati nei pressi dello stabilimento: i valori di diossine e policlorobifenili (PCB) erano superiori di tre volte ai limiti di legge. Citando i dati provenienti da alcune associazioni di ambientalisti locali, si riportava inoltre che la diossina emessa dal camino del siderurgico sarebbe stata dieci volte maggiore i limiti consentiti dalla Comunità economica europea, pur nel pieno rispetto, però, della legge italiana. Due medici tarantini riferirono che, secondo loro, l'incidenza di linfomi, mielomi e leucemie sulla popolazione della zona sarebbe stata del 30/40% in più rispetto al normale. Negli anni, le Iene sono tornate in diverse occasioni a Taranto. In particolare, Nadia Toffa si è occupata dei malati di tumore in città, promuovendo la campagna di beneficenza "Ie Jesche Pacce Pe Te", una raccolta fondi finalizzata ad aiutare le famiglie colpite da casi di tumore e finanziare l'ampliamento del reparto di Pediatria dell'Ospedale Santissima Annunziata di Taranto. In pochi mesi, sono stati raccolti 490.000 euro.

#### Gli uffici del senato presso l'ISMA
A seguito di diversi servizi de Le Iene dal 2011, è emerso che la struttura benefica ISMA di Piazza Capranica a Roma, in prossimità del Senato della Repubblica, è stata affittata allo stesso Senato nel 2003 allo scopo di ricavarne degli uffici. Tuttavia, la spesa effettuata per la ristrutturazione, ancora largamente incompleta all'epoca dei servizi, pare essere stata di ben 30 milioni di euro dal 2003 al 2011 (una cifra 7 volte maggiore da quanto consentito dalla legge vigente), con inoltre un ritardo nella consegna di diversi anni. In tale ristrutturazione è avvenuta la scoperta del Tempio di Matidia. Infine, da tale indagine è emerso pubblicamente che la destinazione d'uso assistenziale originaria del complesso è stata deplorevolmente disattesa in violazione all'atto originario di donazione: questo fatto è stato denunciato anche da Oliva Salviati, discendente ed erede del cardinale fondatore del collegio che ne ha evidenziato la somiglianza nelle modalità con quanto avvenuto allo storico Ospedale di San Giacomo degli Incurabili pure a Roma.

#### Caso ANDDOSS - UNAR
A inizio 2017 un'inchiesta de Le Iene riferì che in un circolo privato affiliato all'ANDDOS (Associazione Nazionale Contro le Discriminazioni da Orientamento Sessuale), ente che aveva avuto accesso a finanziamenti statali pari a 55.000 euro grazie a un bando dell'Ufficio nazionale antidiscriminazioni razziali, si sarebbero praticati sesso di gruppo e prostituzione maschile. Anche se in seguito ANDDOS specificò che i soldi erogati dall'UNAR non erano legati al sostentamento del gruppo, bensì a finanziare progetti specifici relativi a dei corsi sulla discriminazione, il caso ebbe comunque clamore mediatico tale da provocare le dimissioni del direttore dell'UNAR Francesco Spano.

#### Molestie nel mondo del cinema italiano
Sull'onda del caso Weinstein, a inizio 2018 Dino Giarrusso ha raccolto le testimonianze di diverse donne dello spettacolo che, secondo quanto raccontato, avrebbero subito presunte molestie. In particolare, alcune di loro – le cui versioni dei fatti coinciderebbero in molti punti – fanno riferimento a uno stesso regista romano. In seguito ad alcuni articoli apparsi sui quotidiani, è emerso il nome del regista, Fausto Brizzi, poi confermato dal programma.
La Procura di Roma ha aperto un fascicolo con l'ipotesi di violenza sessuale a seguito delle denunce di tre donne. Gli inquirenti non hanno riscontrato profili di natura penale e ne hanno chiesto l'archiviazione perché "il fatto non sussiste" e il giudice per le indagini preliminari del Tribunale di Roma ha accolto la richiesta.

## Controversie
Il programma è diventato spesso oggetto di controversie per il modo con cui sono state realizzate certe inchieste dagli inviati del programma. Alcune inchieste giornalistiche prodotte da Le Iene sono state fortemente criticate perché riportanti, con toni allarmistici o sensazionalistici, informazioni non veritiere.

### Il caso Stamina
Particolare eco mediatica ebbe, tra il 2013 e il 2014, la serie di servizi di Giulio Golia incentrati su dei pazienti affetti da malattie degenerative che avevano fatto ricorso, come cura compassionevole, al cosiddetto metodo Stamina, ideato dal pubblicitario Davide Vannoni. Agli inizi del 2013 tali pratiche vennero sospese in seguito a un'ispezione dei NAS e una dell'AIFA (maggio 2012), che rilevava il mancato rispetto dei requisiti di sicurezza e igiene e la carenza nella documentazione prescritta dalla legge. Acclarato da tempo che Vannoni non era in realtà un medico (e inoltre indagato per truffa), il programma fu travolto da un ciclone mediatico perché diffondeva notizie e sosteneva cause dannose per la salute. La senatrice e ricercatrice Elena Cattaneo, insieme con gli scienziati Gilberto Corbellini e Michele De Luca, in un articolo pubblicato da La Stampa accusò il programma di aver "concorso a costruire l'inganno Stamina [...] Con sapienti "taglia e cuci" hanno prodotto immagini distorte del serio lavoro svolto dai professionisti della Commissione incaricata dal ministro [...] con l'intento da un lato di spettacolarizzare le sofferenze dei malati, e dall'altro di alimentare un'idea falsata della controversia, dove Vannoni doveva apparire il benefattore contro cui si erano scatenati i poteri forti e cattivi [...] In un paese civile, Parenti e chi per lui, sarebbero anch'essi chiamati a rispondere davanti a un giudice".. A questo articolo replicò, sempre sulle pagine della Stampa, Davide Parenti, rispondendo alle accuse mosse al programma: "La commissione scientifica nominata dal Ministero boccia il metodo e dice: è pericoloso per la salute dell'uomo. Ma la stessa commissione scientifica poco dopo è bocciata dal Tar del Lazio perché ritenuta non imparziale. È accaduto pure questo? Assolutamente vero, ma anche in questo caso se chiedi a Cattaneo, De Luca e Corbellini magari ti rispondono sempre con l'indice puntato: è colpa de Le Iene".
Nel 2014 alcuni servizi riguardanti la relazione tra alimentazione vegetariana e presunte guarigioni da tumori e poi uno in cui si raccontava di un indennizzo dovuto, secondo i giudici, a vaccinazioni che potevano essere possibili cause dell'autismo, hanno destato perplessità e obiezioni nel mondo scientifico. Cattaneo, Corbellini e De Luca definirono "pericolose falsità-trash" le tesi sviluppate nel programma e accusarono gli autori di una "buona dose di malvagità, malevolenza, narcisismo, assenza di vergogna (...) per perseguire così insistentemente nell'opera di aggravare le sofferenze altrui" dopo il caso Stamina.

### Emergenza Xylella
Nel 2015 il programma si è occupato dell'emergenza fitosanitaria degli oliveti del Salento, legata all'espandersi della patologia nota come Complesso del disseccamento rapido dell'olivo (CoDiRO). Il programma ha ipotizzato la mancanza di nesso eziologico tra la patologia e l'infezione batterica del fitopatogeno Xylella fastidiosa.

### Il caso Blue Whale
Il programma, nel maggio del 2017, attraverso un servizio di Matteo Viviani, tratta un fenomeno di condizionamento mentale noto come Blue Whale (pratica nata in Russia consistente in una serie di sfide e di pratiche deleterie per la propria salute culminanti con il suicidio). Dopo essere state accusate di aver falsificato parte del servizio, anche le stesse Iene hanno ammesso che molti dei contenuti utilizzati erano girati non in Russia, bensì in Cina, e altri erano vecchi e non appartenenti al fenomeno, ma il programma ha comunque negato che l'intero fenomeno fosse falso.
Matteo Viviani è stato anche accusato di avere portato diversi individui problematici ad emulare la pratica esposta in maniera dettagliata nel servizio e di aver creato un panico di massa ingiustificato come già fatto precedentemente da molti mass media in più occasioni, con il solo scopo di ottenere visibilità, esaltando fenomeni inesistenti o molto di nicchia (il fenomeno è noto come panico morale, uno degli esempi più noti è quello dell'influenza aviaria che ha portato danni per miliardi di dollari).
Il GIP di Milano ha poi prosciolto Matteo Viviani da queste accuse.

### Il caso Gran Sasso
Il programma, il 21 novembre 2017, trasmette un servizio su un "presunto pericoloso esperimento nucleare tenuto nascosto" nei Laboratori nazionali del Gran Sasso, servizio smentito da autorevoli fonti del mondo scientifico e anche ad esso esterno.

### Il caso Burioni
Nel giugno 2020 il programma ipotizzò presunti conflitti di interesse tra il virologo Roberto Burioni e alcune sue affermazioni su possibili cure per il COVID-19, tra cui gli anticorpi monoclonali. La Cassazione ordinò successivamente il sequestro di due servizi del programma che riguardavano Burioni. Il 24 maggio 2021 sono state depositate le motivazioni con le quali la Corte di Cassazione ha respinto il ricorso di Mediaset che intendeva far annullare il sequestro del sito internet del programma.
Nel 2023 Mediaset e Burioni hanno congiuntamente comunicato di aver raggiunto un accordo in forza del quale Roberto Burioni ha rimesso la querela. Un non-disclosure agreement copre il merito dell'accordo.

### Suicidio di Roberto Zaccaria
La Procura di Forlì ha aperto un fascicolo a carico di ignoti per il reato di istigazione al suicidio, in seguito alla morte di Roberto Zaccaria, protagonista di un caso di catfishing descritto in una puntata del programma. Nel servizio, trasmesso nel 2022 ad opera di Matteo Viviani, Zaccaria è stato ripreso solamente con la faccia censurata e in molti a Forlimpopoli lo hanno riconosciuto. Gli sono stati rivolti minacce e insulti e pochi giorni dopo l'uomo si è tolto la vita.

## Condanne
- Per la vicenda dei test antidroga definiti "fraudolenti" e lesivi della privacy utilizzati nei confronti di parlamentari e senatori, l'autore del programma Davide Parenti è stato condannato dalla Cassazione, unitamente all'inviato Matteo Viviani, nel giugno 2008 al pagamento di una pena pecuniaria.
- Nel 2012, il giudice del tribunale di Ostuni, Antonio Ivan Napoli, ha condannato Francesca Zenobi al pagamento di novantamila euro, a titolo di risarcimento, per le affermazioni contenute in una intervista concessa da Le Iene. La cifra dovrà essere pagata dalla Zenobi e dalla RTI, società del gruppo Mediaset, oltre che dal direttore responsabile del programma, Davide Parenti[114].
- Una sentenza della Corte di Cassazione del 21 giugno 2018 ha condannato il programma al risarcimento di 20 000 euro per aver mandato in onda senza un esplicito consenso da parte dell'interessato un servizio del Trio Medusa, in violazione della normativa vigente sul trattamento dei dati personali[115].
- Il 29 marzo 2019, RTI, Gabriele Paglino e Filippo Roma, autori di un servizio su presunte irregolarità nel pagamento di una collaboratrice dell'allora senatore Karl Zeller, sono stati condannati a Bolzano al pagamento di 60 000 euro, a titolo di risarcimento, per diffamazione aggravata in danno di Zeller. La severità della sentenza, poi confermata integralmente in secondo grado e dalla Corte di Cassazione l'11 luglio 2023, era dovuta anche al fatto che Zeller aveva immediatamente diffidato l'emittente e fornito tramite PEC tutti i documenti necessari a dimostrare l'incorrettezza di contenuti poi trasmessi nella puntata.[116] Il mancato rispetto di una parte della sentenza, la dovuta pubblicazione della stessa su tre quotidiani nazionali e due locali, è costato a Le Iene una seconda condanna il 9 gennaio 2025, con l'obbligo di pagare ulteriori 20 000 euro a Zeller.[117]
- Il 2 febbraio 2021 l'inviato del programma Luigi Pelazza è stato condannato in primo grado per violenza privata per essersi introdotto indebitamente a casa della giornalista Guia Soncini nel 2015. Inizialmente condannato a 2 mesi di reclusione, la pena sarà poi riconvertita in 15 000 euro di ammenda[118]. Nell'aprile 2023 la condanna è diventata definitiva in tutti e tre i gradi di giudizio[119] .
- Il 14 febbraio 2022 il Tribunale di Torino ha condannato l'inviato Antonino Monteleone per diffamazione aggravata in danno dell'avvocato Michele Briamonte, in relazione all'inchiesta televisiva sulla morte di David Rossi, capo della comunicazione del Monte dei Paschi di Siena. La condanna riguarda alcune dichiarazioni dell'allora legale dei famigliari di David Rossi, che sarebbero state registrate di nascosto da Monteleone e assemblate insieme ad altre interviste, in modo da ipotizzare un presunto coinvolgimento dell'avvocato Briamonte tra il Monte dei Paschi di Siena e lo Ior. Il Tribunale ha condannato l'inviato de Le Iene anche al risarcimento dei danni, quantificati in via provvisionale in 20mila euro[120].
- Il 29 aprile 2025 Riccardo Festinese e Alessandro De Giuseppe sono stati condannati per diffamazione nei confronti di Stefania Cappa dalla terza sezione penale del Tribunale di Milano, che ha condannato i due imputati a una multa di 500 euro e a risarcire Stefania Cappa con una provvisionale di 10 000 euro. La sentenza riguardava uno speciale de Le Iene sul delitto di Chiara Poggi, andato in onda il 24 maggio 2022 nel quale, secondo il tribunale, avrebbero "offeso la reputazione" di Stefania Cappa "insinuando un suo coinvolgimento nell'omicidio" di Chiara Poggi. In particolare, continua la sentenza, "riportando le dichiarazioni al riguardo rilasciate all'epoca" da Marco Muschitta e "accreditandole sebbene ritrattate" perché "sarebbero state confermate da intercettazioni e altre deposizioni". Senza "riferire", scriveva la procura, che "tali dichiarazioni erano state ritenute inutilizzabili dagli inquirenti e dai giudici", tanto che "il PM aveva chiesto il rinvio a giudizio del Muschitta per calunnia"[121][122][123][124].

## Riconoscimenti
- Leggio d'oro
  - 2007: Premio alla voce del sociale[125]
- Premio "Amico del consumatore"
  - 2006: Premio per L'impegno sociale
- Premio "Louis Braille"
  - 2006: Premio per L'impegno sociale[126]
- Premio TV - Premio regia televisiva
  - 1999: Premio come Top Ten
  - 1999: Premio come Programma dell'anno
  - 2003: Premio come Top Ten
  - 2006: Premio come Top Ten
  - 2007: Premio come Top Ten
  - 2008: Premio come Top Ten
  - 2009: Premio come Top Ten
  - 2011: Premio come Top Ten
  - 2012: Premio come Top Ten
  - 2013: Premio come Top Ten
  - 2015: Premio come Top Ten
  - 2016: Premio come Top Ten
- Video Festival Imperia
  - 2014: Premio come TV di qualità
- Telegatto
  - 1999: Premio come Miglior programma di cronaca